# Eenheidstarief
Eenheidstarief is een vorm van tarief in het openbaar vervoer. Zoals de naam al aangeeft is er maar één tarief, ongeacht de afstand die afgelegd wordt. Dit in tegenstelling tot het zonetarief, sectietarief of kilometertarief waarbij het tarief wel afstandsgerelateerd is.
In Nederland kwam het eenheidstarief tot de invoering van de strippenkaart in 1980 vooral voor bij het stadsvervoer waarbij altijd hetzelfde bedrag betaald werd, ongeacht of het slechts een halte was of de gehele rit met zeer lange lijnen als buslijn 36 in Amsterdam of buslijn 23 in Den Haag.
In het buitenland komt het eenheidstarief nog wel regelmatig voor. In de metro van New York bestond tot 2003 een token waarmee gereisd kon worden tot het metrostelsel verlaten werd.